# پی-تولوئن‌سولفونیک اسید
پی-تولوئن‌سولفونیک اسید (به انگلیسی: P-Toluenesulfonic acid) با فرمول شیمیایی CH۳C۶H۴SO۳H یک ترکیب شیمیایی با شناسه پاب‌کم ۶۱۰۱ است. که جرم مولی آن 172.20 g/mol (anhydrous)190.22 g/mol (monohydrate) می‌باشد. شکل ظاهری این ترکیب، جامد سفید بی‌رنگ است.